# 사우디아라비아-쿠웨이트 중립지대

사우디아라비아-쿠웨이트 중립지대의 위치. 초록색으로 빗금칠된 부분이 사우디아라비아-쿠웨이트 중립지대이다.

사우디아라비아-쿠웨이트 중립지대는 과거 사우디아라비아와 쿠웨이트 양국 국경에 존재했던 전체 면적 5,770km2의 중립지대이자 비무장 지대를 가리킨다.

## 역사
사우디아라비아-쿠웨이트 중립지대는 1922년 12월 2일에 체결된 1922년 우카이르 의정서에 따라 네지드 술탄국(현재의 사우디아라비아의 전신)과 쿠웨이트 국경 사이에 형성되었다. 미국의 역사가인 대니얼 예긴은 "사우디아라비아-쿠웨이트 중립지대는 1922년에 영국이 사우디아라비아와 쿠웨이트 양국의 국경을 긋는 과정에서 개척한 약 2,000평방마일의 불모지 사막이다. 사우디아라비아와 쿠웨이트는 양국을 오가던 국적이 불분명한 베두인을 수용하기 위하여 해당 지역에 대한 주권을 공유하기로 합의했다."라고 설명했다.
1922년 우카이르 의정서는 나중에 '중립지대'라고 부르게 된 이 지역에서 "네지드 술탄국 정부와 쿠웨이트 정부는 영국 정부의 중재를 통해 네지드 술탄국과 쿠웨이트 간의 해당 지역에 관한 추가 합의가 이루어질 때까지 동등한 권리를 공유한다."고 명시했다. 그러나 1938년에 쿠웨이트의 부르칸에서 석유가 발견되기 전까지는 소위 '중립지대'에 더 확실한 정착지에 대한 관심이 거의 없었다. '중립 지대' 내에서 석유가 발견될 가능성이 있었기 때문에 사우디아라비아와 쿠웨이트 양국 정부는 1948년부터 1949년까지 미국의 정유 회사인 아민오일, 퍼시픽 웨스턴 석유 회사에 대한 양보를 허가했다.
1953년 3월에 중립지대에서 석유가 발견되면서 사우디아라비아와 쿠웨이트 양국은 공동 운영 협정하에 석유를 개발하였다. 1957년에는 사우디아라비아 정부가 일본의 정유 회사인 아라비안 오일과 양허 협정을 체결했고 1958년에는 쿠웨이트 정부가 협정에 서명했다. 해당 협정은 2000년을 기해 만료되었다. 이 기업은 1960년 1월에 처음으로 근해 지역에서 석유를 발견했다.:505-507
1960년 10월에는 사우디아라비아와 쿠웨이트 양국 정부 대표가 사우디아라비아-쿠웨이트 중립지대를 분할하기로 결정하면서 협상이 시작되었다. 1965년 7월 7일에는 사우디아라비아와 쿠웨이트 정부가 중립지대를 분할하는 협정을 체결하였다. 1967년 12월 17일에는 중립지대를 분할하는 내용이 담긴 사우디아라비아-쿠웨이트 국경에 관한 협정이 체결되었으나 1969년 12월 18일에 쿠웨이트에서 문서 교환과 서명이 이루어지기 전까지 공식적으로 발효되지 않았다. 1970년 1월 18일에 협정 비준이 이루어졌고 1970년 1월 25일에는 쿠웨이트 정부 관보에 발표되었다.
1974년에 ISO 3166이 채택되기 이전에 사우디아라비아-쿠웨이트 중립지대가 분할되었기 때문에 해당 지역의 ISO 3166 코드는 할당되지 않았다. 이 지역은 1991년에 일어난 걸프 전쟁 당시에 쿠웨이트를 침공한 이라크 군대에 잠시 점령당했지만 미국과 사우디아라비아를 중심으로 구성된 다국적 연합군이 이라크의 공세를 격퇴하고 해당 지역과 쿠웨이트의 나머지 지역을 해방시켰다. 이 지역은 분할된 지 50년이 지났음에도 불구하고 석유 채굴은 여전히 사우디아라비아와 쿠웨이트 양국 정부의 합의에 의해 이루어지고 있다.

## 같이 보기
- 사우디아라비아-이라크 중립지대